# Siphocampylus nematosepalus
Siphocampylus nematosepalus là loài thực vật có hoa trong họ Hoa chuông. Loài này được (Donn.Sm.) E.Wimm. miêu tả khoa học đầu tiên năm 1935.